# Marmentino
Marmentino (Marmintì in dialetto bresciano) è un comune italiano di 652 abitanti della provincia di Brescia, nell'alta Val Trompia in Lombardia.

## Storia
Un documento del 19 settembre 1240 attesta che la chiesa dei Santi Cosma e Damiano si trovava in una situazione economica disastrosa, a causa della negligenza dei rettori che avevano contratto parecchi debiti. La gravità della situazione rese pertanto indispensabile un deciso intervento di radicale rinnovamento della chiesa, volto a sostituire quegli ecclesiastici che si erano dimostrati inadeguati. L'incarico venne affidato ad Azzone di Torbiato, il quale ordinò che i beni mobili della chiesa di Marmentino (pecore, buoi, mucche, porci e fieno) fossero venduti, in modo tale che con il ricavato potessero essere saldati i debiti.
Nel 1281 Bovegno intentò una causa nei confronti del comune di Marmentino, poiché questi si rifiutava di partecipare alle spese per la conservazione della pieve matrice di S. Giorgio (Bovegno), cui Marmentino era sottoposto.
Il 19 aprile 1545 mons. Donato Savallo, rettore di Marmentino ed arciprete della cattedrale di Brescia, ritrova le reliquie insigni che si ritenevano donate da papa Alessandro III transitante per Marmentino fuggendo dall'imperatore Federico Barbarossa, e le colloca devotissimamente sotto l'altar maggiore della chiesa parrocchiale dei SS. Cosma e Damiano.
Il Podestà di Brescia Giovanni Da Lezze, nel 1610, ricorda come l'alta valle sia povera, come a Marmentino i cui abitanti attendono à bestiami o lavorano per i boschi per le legne da far carbone nelle terre vicine et per lo più sono poveri.
Un capitolo a parte nella voce emigrazione dalla valle, proprio per la specificità del loro lavoro, sarebbero stati i minatori di Marmentino, protagonisti tra metà Ottocento e Novecento di vere e proprie pagine di epica del lavoro praticamente in ogni angolo del pianeta.
Tra il 1892 ed il 1922 emigrano negli Stati Uniti da Marmentino 23 persone.

### Simboli
Lo stemma e il gonfalone sono stati concessi con decreto del presidente della Repubblica del 25 febbraio 2008.
Il gonfalone è un drappo di bianco con la bordatura di azzurro.
Il comune ha adottato nel 1958 come proprio simbolo la figura di un cane per sottolineare la fedeltà della sua gente alla Repubblica di Venezia nel corso della storia. Le tre stelle in capo simboleggiamo le frazioni di Ville, Dosso e Ombriano. Lo stemma è stato utilizzato liberamente fino alla concessione ufficiale del 2008 quando il generico cane è stato cambiato in un levriero.

## Il leggendario passaggio di papa Alessandro III  sulle montagne bresciane nel 1166
Un'antica leggenda nata sulla fine del Quattrocento inizio del Cinquecento narra che sul finire del 1166, precisamente nel mese di ottobre, passò sui monti del Bresciano e in Val Vestino il papa Alessandro III, esule da Roma, sostenitore dei liberi comuni, incalzato dagli imperiali dell'imperatore Federico I Barbarossa e contestato nella sua autorità da quattro antipapa. Questo racconto è stato insistentemente riportato oralmente nei secoli dalla popolazione locale e trascritto dagli storici, ma ritenuto dai più degli stessi privo di prove certe e concordanti, tra questi Cipriano Gnesotti, ecclesiastico storese,  nelle sue "Memorie delle Giudicarie" del 1700, ma il ripetersi della leggenda in tre zone geografiche ben distanti fra loro è sorprendente.
A Turano di Valvestino si rievoca, nell'ultima domenica del mese, la Festa del Perdono  ove ogni persona, pentita e confessata, che abbia visitato la chiesa di San Giovanni Battista, vengono rimesse completamente tutte le colpe, questa cerimonia ecclesiastica fu istituita, secondo la tradizione, dal papa Alessandro III riconoscente dell'ospitalità e della protezione dei valligiani, nonostante la Valle fosse di fede ghibellina e soggetta alla famiglia Lodron, pure di fede imperiale, prima di riprendere il suo percorso, si ipotizza,  in Val Sabbia passando, per qualcuno, da Capovalle o da Bocca Cocca-monte Cingolo Rosso. Secondo Attilio Mazza si può supporre che tale Festa del Perdono sia piuttosto da collegare al Perdono d'Assisi del 1216 che si celebra il 2 agosto mentre Cipriano Gnesotti ipotizza che: "cadendo in quest'ultima domenica la Consacrazione della Chiesa Rettorale, nella quale in allora sia concessa una indulgenza per chiamarvi que' popolani a farne l'anniversaria adorazione, e questa si chiama ancora Perdono. Di certo il concorso è grande, e maggiore era tempo fa, quando vi concorreva la milizia nazionale. Bolla di indulgenza non si può mostrare perita, credo, nell'incendio della canonica di Turano"
Del passaggio in Val Sabbia e Val Trompia di Alessandro III le cronache ricordano una lapide murata sulla parete della chiesa di Mura appartenente all'ex pieve di Savallo, mentre il 19 aprile 1545 mons. Donato Savallo, rettore di Marmentino e arciprete della cattedrale di Brescia, ritrova le reliquie insigni che si ritenevano donate da papa Alessandro III transitante per Marmentino fuggendo dall'imperatore Federico Barbarossa, e le colloca devotissimamente sotto l'altar maggiore della chiesa parrocchiale dei Santi Cosma e Damiano. Il papa sembra donò alla Chiesa una ricca pianeta dorata.

## Monumenti e luoghi d'interesse

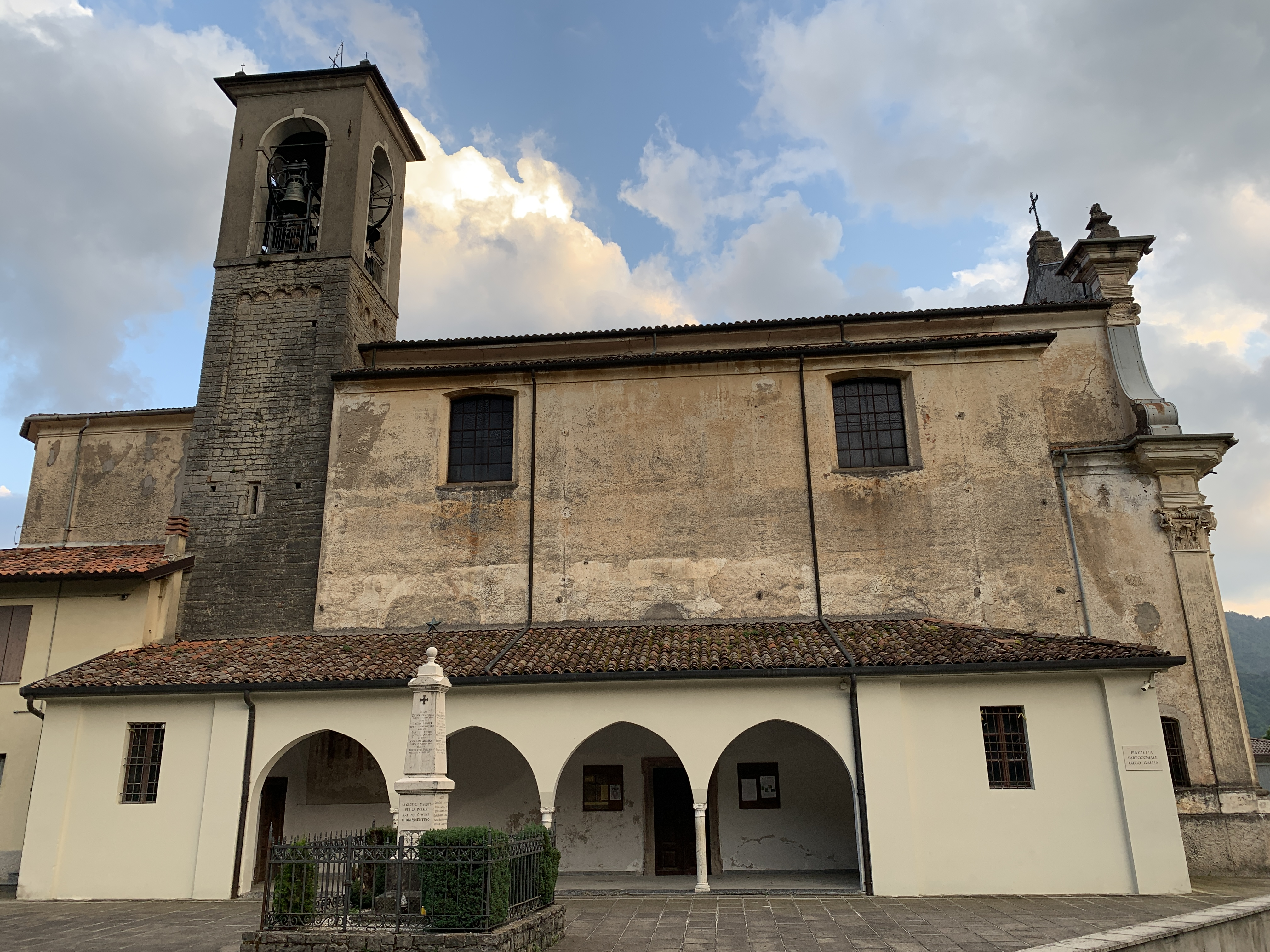
Chiesa dei Santi Cosma e Damiano

- Chiesa dei Santi Cosma e Damiano, parrocchiale. Ricostruita nel 1911, rimane parte del campanile del XII secolo e il portico esterno risalente al Quattrocento. All'interno si trova il Cristo eucaristico con i santi Cosma e Damiano del Moretto risalente al 1540 circa.

Altro luogo di interesse e punto di ritrovo della comunità, è la botteghina di paese, in cui vengono venduti oltre i generi alimentari, anche prodotti di prima necessità, come detersivi, sapone, carta igienica... 
La botteghina inoltre è a fianco della fermata della corriera, fulcro dei trasporti del paese.

## Società

### Evoluzione demografica
Abitanti censiti